# 2055 Dvořák
2055 Dvořák este un asteroid din centura principală, descoperit pe 19 februarie 1974 de Luboš Kohoutek.